# Vic Coppersmith-Heaven
Vic Coppersmith-Heaven (Victor Smith, Inglaterra) es un ingeniero de sonido y productor discográfico, popular por su trabajo con la banda The Jam. Ha trabajado también con los grupos Black Sabbath y Judas Priest y con el músico Cat Stevens.

## Créditos
- Matthew and Son – Cat Stevens (1967)
- Skip Bifferty – Skip Bifferty (1968)
- Soul of a Man- Robbi Curtice (1968)
- Tinkerbells Fairydust – Tinkerbells Fairydust (1969)
- Heavy Blues – Champion Jack Dupree (1969)
- Sound of Sunforest – Sunforest (1969)
- Peter Wyngarde – Peter Wyngarde (1970)
- Every Word You Say (Is Written Down) – Peter Sarstedt (1971)
- Black Sabbath Vol. 4 – Black Sabbath (1972)
- Rock 'n Roll Gypsies – Vinegar Joe (1972)
- Bodacious DF - Bodacious DF (1973)
- SNAFU – Snafu (1973)
- Rocka Rolla – Judas Priest (1974)
- In the City – The Jam (1977)
- This Is the Modern World – The Jam (1977)
- All Mod Cons – The Jam (1978)
- The Jolt – The Jolt (1978)
- Setting Sons – The Jam (1979)
- Hour Glass – Johnny Warman (1979)
- Sound Affects – The Jam (1980)
- Playing in the City – Barratt Band (1981)
- Vocabulary – The Europeans (1983)
- Step Off The Edge – The Venetians (1985)
- The Eternal Idol – Black Sabbath (1987)
- Transmissions – Gentlemen Without Weapons (1987)
- Island of Ghosts – Rossy (1991)
- The Gate – Joji Hirota (1998)